# Liste von Persönlichkeiten der Stadt Sandersdorf-Brehna
Die Liste von Persönlichkeiten der Stadt Sandersdorf-Brehna enthält Personen, die in der Geschichte der sachsen-anhaltischen Stadt Sandersdorf-Brehna, die im Jahre 2009 durch Zusammenschluss der Gemeinden Brehna, Glebitzsch, Petersroda, Roitzsch und Sandersdorf entstand, eine nachhaltige Rolle gespielt haben. Es handelt sich dabei um Persönlichkeiten, die Ehrenbürger von Sandersdorf-Brehna oder hier geboren sind oder hier gewirkt haben.
Für die Persönlichkeiten aus den nach Sandersdorf-Brehna eingemeindeten Ortschaften siehe auch die entsprechenden Ortsartikel.

## Ehrenbürger des Stadtteils Sandersdorf

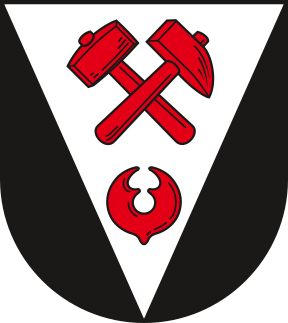
Wappen des Stadtteils Sandersdorf

- 14. November 2008: Wolfgang Thiel, von 1990 bis 2008 Bürgermeister der Gemeinde Sandersdorf

## Söhne und Töchter des Stadtteils Brehna mit Carlsfeld und Broitzsch
- Johann Friedrich Köhler (1756–1820), geboren in Brehna, lutherischer Theologe und Schriftsteller
- Hermann Schlittgen (1859–1930), geboren in Broitzsch, Maler
- Kurt Kummer (1894–1966), geboren in Brehna, Ministerialbeamter für das Siedlungswesen und Verbandsfunktionär der Holzwirtschaft
- Rolf Quinque (* 1927), geboren in Brehna, Trompetenvirtuose
- Heinz Elzner (1928–2019), geboren in Brehna, Fußballspieler und -trainer
- Ingelore Pilwousek (1933–2014), geboren in Brehna, Politologin
- Wolfgang Naucke (* 1933), geboren in Carlsfeld, Rechtswissenschaftler
- Bernhard Schröter (1934–2015), geboren in Brehna, Boxer
- Thomas Kind (* 1966), geboren in Brehna, Politiker (Die Linke), von 2009 bis 2014 war er Abgeordneter im Sächsischen Landtag
- Volker Olenicak (* 1966), geboren in Brehna, Politiker (AfD), seit 2016 Abgeordneter des sachsen-anhaltischen Landtags
- Kathrin Eipert (* 1967), geboren in Brehna, Saxophonistin
- Lars-Jörn Zimmer (* 1970), Politiker (CDU), geboren in Brehna, Abgeordneter im Landtag von Sachsen-Anhalt, Vorsitzender des Tourismusverbandes Sachsen-Anhalt e. V.
- Karsten Neumann (* 1971), geboren in Brehna, Richter am Bundesarbeitsgericht
- Andy Grabner (* 1974), geboren in Carlsfeld, Kommunalpolitiker (CDU), Landrat des Landkreises Anhalt-Bitterfeld

## Söhne und Töchter des Stadtteils Sandersdorf mit Heideloh und Ramsin
- Johann Georg Berlich (1625–1675), geboren in Sandersdorf, Kommunalpolitiker und Rittergutsbesitzer, Bürgermeister der Stadt Chemnitz
- Johann Gottfried Schnabel (1692–1744/1748), geboren in Sandersdorf, Schriftsteller der Aufklärung
- Johannes Göderitz (1888–1978), geboren in Ramsin, Architekt, Stadtplaner, Baubeamter und Hochschullehrer
- Kurt Waitzmann (1905–1985), geboren in Sandersdorf, Schauspieler und Synchronsprecher
- Otto Lehmann (1913–1991), geboren in Sandersdorf, Politiker und Gewerkschaftsfunktionär, Mitglied des ZK der SED, Abgeordneter der Volkskammer sowie Stellvertretender Vorsitzender des FDGB-Bundesvorstandes
- Ilse Göritz (1922–?), geboren in Ramsin, Aufseherin in mehreren Konzentrationslagern
- Rose Becker (1929–2019), geboren in Ramsin, Schauspielerin
- Dieter Engelhardt (1938–2018), geboren in Heideloh, Fußballspieler
- Karl-Heinz Kazmierzak (* 1940), geboren in Ramsin, Radrennfahrer
- Horst Jankhöfer (* 1942), geboren in Sandersdorf, Handballnationalspieler und -trainer
- Erhard Mosert (* 1950), geboren in Ramsin, Fußballspieler
- Werner Peter (* 1950), geboren in Sandersdorf, Fußballspieler
- Rüdiger Weida (* 1951), geboren in Sandersdorf, Satiriker, Aktionskünstler und Blogger sowie Mitbegründer und Vorsitzender der Kirche des Fliegenden Spaghettimonsters Deutschland
- Fred Hempel (* 1951), geboren in Ramsin, Ringer

## Persönlichkeiten, die mit dem Stadtteil Brehna in Verbindung stehen
- Gero Graf von Brehna (um 1020–1089), Sohn Markgraf Dietrichs I. von der Lausitz († 1034) und Mathilde, der Tochter von Markgraf Ekkehard I. von Meißen.
- Friedrich I. von Brehna (um 1126–1182), Graf von Brehna und entstammte dem Adelsgeschlecht der Wettiner, Begründer der Grafen von Brehna
- Otto I. von Brehna († 1203), Graf von Brehna, Gommern und Jessen (1182–1203), starb in Brehna
- Friedrich II. von Brehna und Wettin († 1221), Graf von Brehna und Wettin
- Katharina von Bora (1499–1552), ab 1504 zur Erziehung im Augustiner-Chorfrauenstift Brehna, später Ehefrau Martin Luthers
- Julius Schaller (1810–1868), Professor der Philosophie und Schriftsteller, Althegelianern, gestorben in Carlsfeld
- Carl Schäfer (1844–1908), Architekt und Hochschullehrer, gestorben in Carlsfeld

## Persönlichkeiten, die mit dem Stadtteil Sandersdorf in Verbindung stehen
- Paul Othma (1905–1969), Sprecher der Arbeiteraufstände vom 17. Juni 1953, lebte bis zu seinem Tod in Sandersdorf